# Maximilian von Polenz
Maximilian Adolf von Polenz (* 19. Januar 1837 in Chemnitz; † 17. Januar 1907 in Niederlößnitz) war Geheimer Regierungsrat, Amtshauptmann, Landtags- und Reichstagsabgeordneter.

## Leben

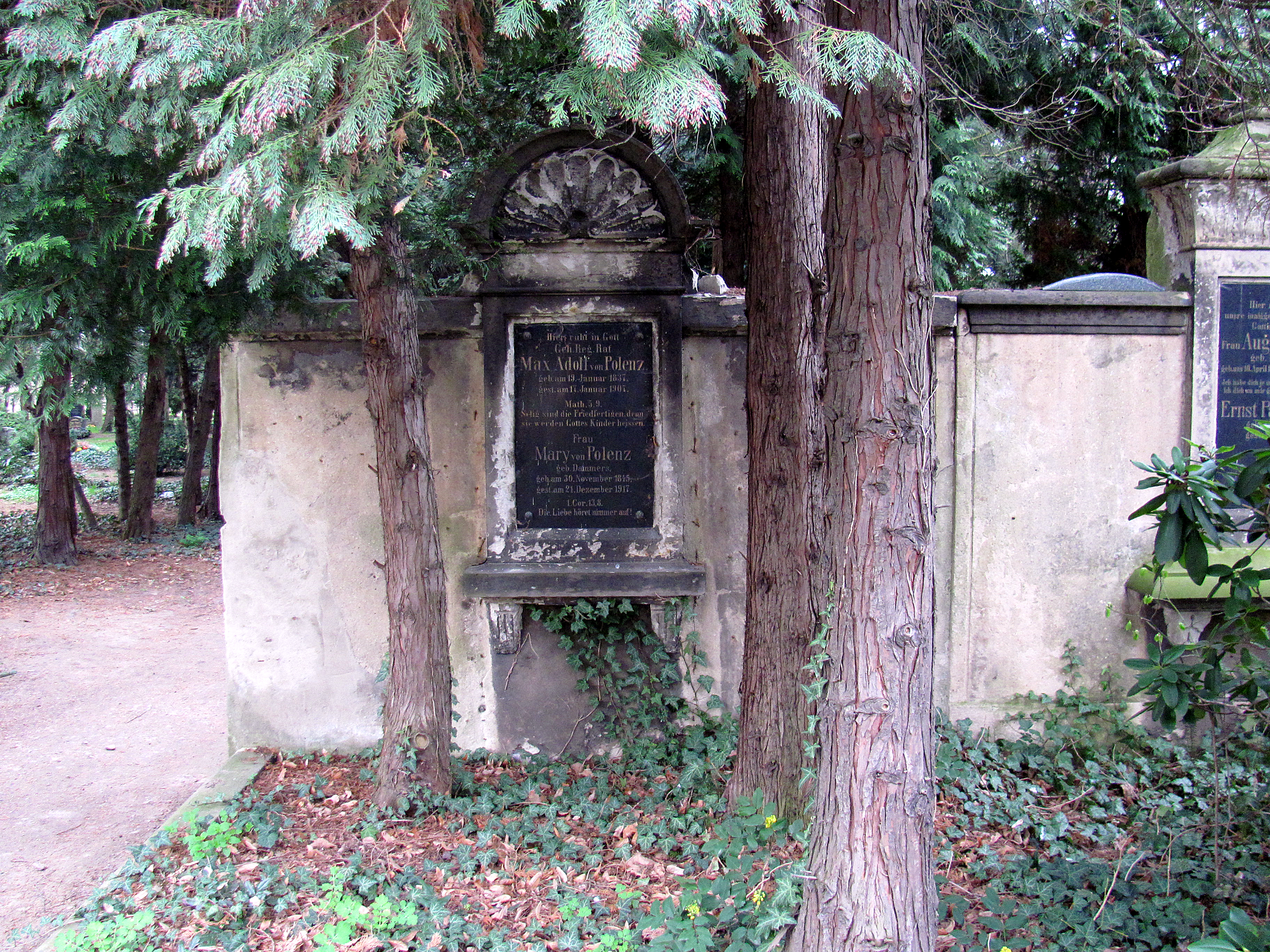
Grabmal Max Adolf von Polenz

Polenz war der Sohn von Eduard von Polenz und besuchte das Blochmann-Vitzthumsche Gymnasium und die Universität Leipzig, wo er Rechtswissenschaften studierte. Von 1877 bis 1892 amtierte Polenz als Amtshauptmann der Amtshauptmannschaft Auerbach. Von 1880 bis 1892 war er Mitglied der II. Kammer des Landtags des Königreichs Sachsen.
Von 1892 bis 1900 war er Amtshauptmann der Amtshauptmannschaft Plauen. Ab 1893 gehörte er dem Deutschen Reichstag für den Wahlkreis Königreich Sachsen 23 (Plauen, Oelsnitz, Klingenthal) und die Deutschkonservative Partei an. Sein Mandat wurde am 18. April 1894 für ungültig erklärt.
Maximilian heiratete am 16. September 1873 in Dresden Marie Henriette Dammers (1845–1917), mit der er folgende Kinder hatte:
- Ella (1874–1927)
- Frieda (1876–1917)
- Georg (1878–1934)

Polenz wurde auf dem Friedhof Radebeul-West beerdigt.